# 2017년 3월
| 2017년: 1월 · 2월 · 3월 · 4월 · 5월 · 6월 · 7월 · 8월 · 9월 · 10월 · 11월 · 12월 |

| \| 2017년 3월 1일 (수요일) \| \| 편집 \| |  |      |
|                                          |  |      |
| 2017년 3월 1일 (수요일)                  |  | 편집 |

| 2017년 3월 1일 (수요일) |  | 편집 |

| \| 2017년 3월 2일 (목요일) \| \| 편집 \| |  |      |
|                                          |  |      |
| 2017년 3월 2일 (목요일)                  |  | 편집 |

| 2017년 3월 2일 (목요일) |  | 편집 |

| \| 2017년 3월 3일 (금요일) \| \| 편집 \| |  |      |
|                                          |  |      |
| 2017년 3월 3일 (금요일)                  |  | 편집 |

| 2017년 3월 3일 (금요일) |  | 편집 |

| \| 2017년 3월 4일 (토요일) \| \| 편집 \| |  |      |
|                                          |  |      |
| 2017년 3월 4일 (토요일)                  |  | 편집 |

| 2017년 3월 4일 (토요일) |  | 편집 |

| \| 2017년 3월 5일 (일요일) \| \| 편집 \| |  |      |
|                                          |  |      |
| 2017년 3월 5일 (일요일)                  |  | 편집 |

| 2017년 3월 5일 (일요일) |  | 편집 |

| \| 2017년 3월 6일 (월요일) \| \| 편집 \| |  |      |
|                                          |  |      |
| 2017년 3월 6일 (월요일)                  |  | 편집 |

| 2017년 3월 6일 (월요일) |  | 편집 |

| \| 2017년 3월 7일 (화요일) \| \| 편집 \| |  |      |
|                                          |  |      |
| 2017년 3월 7일 (화요일)                  |  | 편집 |

| 2017년 3월 7일 (화요일) |  | 편집 |

| \| 2017년 3월 8일 (수요일) \| \| 편집 \| |  |      |
|                                          |  |      |
| 2017년 3월 8일 (수요일)                  |  | 편집 |

| 2017년 3월 8일 (수요일) |  | 편집 |

| \| 2017년 3월 9일 (목요일) \| \| 편집 \| |  |      |
|                                          |  |      |
| 2017년 3월 9일 (목요일)                  |  | 편집 |

| 2017년 3월 9일 (목요일) |  | 편집 |

| \| 2017년 3월 10일 (금요일) \| \| 편집 \|                                                                        |  |      |
| 정치 - 헌법재판소가 박근혜 대통령을 파면함으로써, 대한민국 헌정 사상 처음으로 파면으로 물러나는 대통령이 되었다. |  |      |
| 2017년 3월 10일 (금요일)                                                                                         |  | 편집 |

| 2017년 3월 10일 (금요일) |  | 편집 |

| \| 2017년 3월 11일 (토요일) \| \| 편집 \| |  |      |
|                                           |  |      |
| 2017년 3월 11일 (토요일)                  |  | 편집 |

| 2017년 3월 11일 (토요일) |  | 편집 |

| \| 2017년 3월 12일 (일요일) \| \| 편집 \| |  |      |
|                                           |  |      |
| 2017년 3월 12일 (일요일)                  |  | 편집 |

| 2017년 3월 12일 (일요일) |  | 편집 |

| \| 2017년 3월 13일 (월요일) \| \| 편집 \| |  |      |
|                                           |  |      |
| 2017년 3월 13일 (월요일)                  |  | 편집 |

| 2017년 3월 13일 (월요일) |  | 편집 |

| \| 2017년 3월 14일 (화요일) \| \| 편집 \| |  |      |
|                                           |  |      |
| 2017년 3월 14일 (화요일)                  |  | 편집 |

| 2017년 3월 14일 (화요일) |  | 편집 |

| \| 2017년 3월 15일 (수요일) \| \| 편집 \| |  |      |
| 정치·선거 - 대한민국 정부는 대한민국 제19대 대통령 선거 날짜를 2017년 5월 9일로 확정하고 임시공휴일로 지정하였다. - 대한민국의 황교안 대통령 권한대행이 제19대 대선 불출마를 선언하였다. - 2017년 네덜란드 총선: 네덜란드 전역에서 하원 의원 150명을 선출하기 위한 총선거가 실시되었다. |  |      |
| 2017년 3월 15일 (수요일) |  | 편집 |

| 2017년 3월 15일 (수요일) |  | 편집 |

| \| 2017년 3월 16일 (목요일) \| \| 편집 \| |  |      |
|                                           |  |      |
| 2017년 3월 16일 (목요일)                  |  | 편집 |

| 2017년 3월 16일 (목요일) |  | 편집 |

| \| 2017년 3월 17일 (금요일) \| \| 편집 \| |  |      |
|                                           |  |      |
| 2017년 3월 17일 (금요일)                  |  | 편집 |

| 2017년 3월 17일 (금요일) |  | 편집 |

| \| 2017년 3월 18일 (토요일) \| \| 편집 \| |  |      |
|                                           |  |      |
| 2017년 3월 18일 (토요일)                  |  | 편집 |

| 2017년 3월 18일 (토요일) |  | 편집 |

| \| 2017년 3월 19일 (일요일) \| \| 편집 \| |  |      |
|                                           |  |      |
| 2017년 3월 19일 (일요일)                  |  | 편집 |

| 2017년 3월 19일 (일요일) |  | 편집 |

| \| 2017년 3월 20일 (월요일) \| \| 편집 \| |  |      |
|                                           |  |      |
| 2017년 3월 20일 (월요일)                  |  | 편집 |

| 2017년 3월 20일 (월요일) |  | 편집 |

| \| 2017년 3월 21일 (화요일) \| \| 편집 \| |  |      |
| 정치 - 박근혜 전 대한민국 대통령이 이날 오전 9시 30분 검찰에 출석해 서울중앙지방검찰청에서 조사를 받았다. - MBC에서 더불어민주당의 대선 토론을 밤12시 30분에 진행하다 |  |      |
| 2017년 3월 21일 (화요일) |  | 편집 |

| 2017년 3월 21일 (화요일) |  | 편집 |

| \| 2017년 3월 22일 (수요일) \| \| 편집 \|       |  |      |
| 사회 - 해양수산부가 세월호의 인양을 시도하였다. |  |      |
| 2017년 3월 22일 (수요일)                        |  | 편집 |

| 2017년 3월 22일 (수요일) |  | 편집 |

| \| 2017년 3월 23일 (목요일) \| \| 편집 \| |  |      |
|                                           |  |      |
| 2017년 3월 23일 (목요일)                  |  | 편집 |

| 2017년 3월 23일 (목요일) |  | 편집 |

| \| 2017년 3월 24일 (금요일) \| \| 편집 \| |  |      |
|                                           |  |      |
| 2017년 3월 24일 (금요일)                  |  | 편집 |

| 2017년 3월 24일 (금요일) |  | 편집 |

| \| 2017년 3월 25일 (토요일) \| \| 편집 \|         |  |      |
| - 대한민국 서울 간선버스 674번이 운행을 시작했다. |  |      |
| 2017년 3월 25일 (토요일)                          |  | 편집 |

| 2017년 3월 25일 (토요일) |  | 편집 |

| \| 2017년 3월 26일 (일요일) \| \| 편집 \| |  |      |
|                                           |  |      |
| 2017년 3월 26일 (일요일)                  |  | 편집 |

| 2017년 3월 26일 (일요일) |  | 편집 |

| \| 2017년 3월 27일 (월요일) \| \| 편집 \| |  |      |
|                                           |  |      |
| 2017년 3월 27일 (월요일)                  |  | 편집 |

| 2017년 3월 27일 (월요일) |  | 편집 |

| \| 2017년 3월 28일 (화요일) \| \| 편집 \| |  |      |
|                                           |  |      |
| 2017년 3월 28일 (화요일)                  |  | 편집 |

| 2017년 3월 28일 (화요일) |  | 편집 |

| \| 2017년 3월 29일 (수요일) \| \| 편집 \|                                               |  |      |
| 사건사고 - 서울특별시 강남구 구룡마을에서 대형화재가 나 집이 전소되고 1명이 부상당했다. |  |      |
| 2017년 3월 29일 (수요일)                                                                |  | 편집 |

| 2017년 3월 29일 (수요일) |  | 편집 |

| \| 2017년 3월 30일 (목요일) \| \| 편집 \| |  |      |
|                                           |  |      |
| 2017년 3월 30일 (목요일)                  |  | 편집 |

| 2017년 3월 30일 (목요일) |  | 편집 |

| \| 2017년 3월 31일 (금요일) \| \| 편집 \| |  |      |
| 정치 - 박근혜 전 대한민국 대통령이 구속영장 발부로 파면 3주만에 서울구치소에 수감되었다. 법과 범죄 - 인천광역시에서 초등학생을 살해하고 시신을 유기한 10대가 검거되었다. 사고 - 화물선 스텔라 데이지호가 우루과이 인근 남대서양에서 침몰하는 사고가 발생하였다. |  |      |
| 2017년 3월 31일 (금요일) |  | 편집 |

| 2017년 3월 31일 (금요일) |  | 편집 |

| <          | 2017년 3월 | 2017년 3월  | 2017년 3월 | 2017년 3월 | 2017년 3월 | >          |
| 일         | 월         | 화          | 수         | 목         | 금         | 토         |
|            |            |             | 1 2.4 정해 | 2 5 무자   | 3 6 기축   | 4 7 경인   |
| 5 8 신묘   | 6 9 임진   | 7 10 계사   | 8 11 갑오  | 9 12 을미  | 10 13 병신 | 11 14 정유 |
| 12 15 무술 | 13 16 기해 | 14 17 경자  | 15 18 신축 | 16 19 임인 | 17 20 계묘 | 18 21 갑진 |
| 19 22 을사 | 20 23 병오 | 21 24 정미  | 22 25 무신 | 23 26 기유 | 24 27 경술 | 25 28 신해 |
| 26 29 임자 | 27 30 계축 | 28 3.1 갑인 | 29 2 을묘  | 30 3 병진  | 31 4 정사  |            |

| 편집하기 |